# 협력 MIMO
무선통신에서 협력 MIMO(cooperative multiple-input multiple-output, cooperative MIMO, CO-MIMO)는 무선 통신 시스템의 상당항 성능 개선을 위해 모바일 페이딩 채널의 여분의 도메인을 효율적으로 이용할 수 있는 고급 기술이다. 네트워크 MIMO, 분산 MIMO, 가상 MIMO, 가상 안테나 어레이로도 부른다.
전통적인 MIMO 시스템, 즉 점대점 MIMO(point-to-point MIMO), 공동 MIMO(collocated MIMO)는 통신 링크의 송신기와 수신기가 모두 여러 대의 안테나에 장착되어야 한다. IEEE 802.11n(와이파이), IEEE 802.11ac(와이파이), HSPA+(3G), WiMAX (4G), LTE(4G)를 포함하여 MIMO가 무선 통신 표준의 필수적인 요소가 되었으나 수많은 무선 장치들은 규모, 비용, 하드웨어 제한으로 인해 다수의 안테나를 지원하지 못한다. 더 중요한 사항으로, 모바일 장치, 그리고 심지어는 고정 무선 플랫폼의 안테나 간 격리만으로는 의미있는 성능 개선을 이룩하는 것이 충분치 않을 수 있다. 게다가 안테나의 수가 증가하면 실제 MIMO 성능은 이론적인 성능에 비해 뒤쳐진다.
협력 MIMO는 각기 다른 무선 장치에 분산 안테나를 사용하여 MIMO의 이론적인 최대 성능에 가까운 성능을 낸다. 협력 MIMO의 기본적인 개념은 여러 대의 장치를 가상 안테나 어레이에 묶음으로써 MIMO 통신을 달성하는 것이다. 협력 MIMO 전송에는 여러 점대점 무선 링크가 수반되며 여기에는 가상 어레이 안의 링크들, 그리고 잠재적으로는 각기 다른 가상 어레이 간의 링크들이 포함된다.
협력 MIMO의 단점은 증가된 시스템 복잡성, 지원 장치 협력에 필요한 큰 신호 부하를 들 수 있다. 한편, 협력 MIMO의 장점은 용적, 셀 에지 스루풋, 적용 범위의 개선, 그리고 비용 효율적인 방식으로 무선 네트워크 모빌리티 그룹화를 들 수 있다.

## 같이 보기
- MU-MIMO
- 스마트 안테나
- 빔포밍